# Crotalaria rupicola
Crotalaria rupicola är en ärtväxtart som beskrevs av Baker f.. Crotalaria rupicola ingår i släktet sunnhampor, och familjen ärtväxter. Inga underarter finns listade i Catalogue of Life.